# Шмитц, Ханна
Ханна Шмитц (род. май 1985, Великобритания), урождённая Ханна Макмиллан, — британский инженер Формулы-1. Работает инженером по стратегии в команде Red Bull Racing.
Она сыграла важную роль в триумфе Red Bull на Гран-при Бразилии 2019 года, а также Гран-при Монако, Венгрии и Нидерландов 2022 года.
Шмитц входит в группу высокопоставленных женщин в Формуле-1, которая ещё была небольшой, но выросла в 2022 году. Её успехи на посту руководителя отдела стратегии в Red Bull вдохновляют других женщин.

## Карьера
Шмитц родилась как Ханна Макмиллан и выросла в Лондоне. С раннего возраста она проявляла интерес к автомобилям и технике. Она училась в средней школе Кройдона, где преуспела в водном поло.
Однако её страстью оказались автогонки, поэтому, окончив среднюю школу в 2004 году, Макмиллан начала изучать машиностроение в Кембриджском университете. Там она специализировалась на статистическом моделировании, оптимизации и регрессионном анализе. На последнем курсе первого участия Кембриджского университета в World Solar Challenge в Австралии Макмиллан была руководителем команды и выделялась своей преданностью делу и настойчивостью. Она получила степень магистра в 2009 году и переехала из Caterham в Лондон в следующем году.
Макмиллан начала свою карьеру в Red Bull, где работала менеджером по моделированию и симуляции. Через полтора года ее повысили до старшего инженера по стратегии, где она проработала 10 лет.
Она вышла замуж за Маркуса Шмитца в 2017 году и с тех пор известна как Ханна Шмитц.
Её участие в Гран-при Бразилии 2019 года и ее неизменно точные действия в других гонках привели к тому, что в 2021 году её повысили до должности главного инженера по стратегии.

## Награды
В конце сезона 2022 года Ханна Шмитц получила награду «Женщина-инженер года» — награду, учрежденную McLaren Applied для признания вдохновляющих женщин-пионеров в автоспорте. Шмитц была выбрана из списка номинантов, в который входили такие имена, как Кристина Эммануилидис и Шарлотта Фелпс.